# Национальный театр имени Михая Эминеску
Национальный театр имени Михая Эминеску (рум. Teatrul Național „Mihai Eminescu”) начинает свою историю 10 октября 1920 года, когда по инициативе группы лидеров местной общественной жизни того периода был основан первый в Бессарабии стабильный румыноязычный театр во главе с министром Бессарабии в правительстве Румынии Серджиу Т. Ницэ, членом Румынской академии Штефаном Чобану, сценаристы: Николае Н. Бельдичану, Николае Бельдиман, Леон Донич и режиссёр Георге Миту Думитриу.
Название, связанное с именем Михая Эминеску, было присвоено ему в 1988 году, а в июле 1994 года, после творческого конкурса, он был официально назван Национальным театром.

## Здание Национального театра «Михай Эминеску»
Здание Национального театра «Михай Эминеску» имеет статус памятника искусства, архитектуры и истории национального значения и было внесено в Реестр памятников истории и культуры муниципия Кишинэу по инициативе Академии наук Молдовы.
Первая попытка построить это здание была предпринята в начале 1930-х годов в неоклассическом стиле, но в связи с экономической депрессией его строительство было законсервировано. В 1949—1953 годах проект был закончен под руководством архитектора Галаджевой из союзного треста «Театрпроект», интерьеры и фасады — под руководством архитекторов В. Ф. Смирнова и В. П. Александрова, с сохранением межвоенных форм и стиля. Строительство здания было завершено весной 1954 года.
Здание театра, построенное на трех уровнях, последний из которых — мансарда, построенная на цокольном этаже, занимает угол района, некогда отведенного под полицейскую площадь, граничащую по бокам с улицей Михая Эминеску. Он расположен в стороне от бульварной линии, а главный вход приподнят на ступенчатый подиум, что придает зданию более монументальный вид. План театра прямоугольный, с узким фасадом, перпендикулярным бульвару Штефана чел Маре. В пространственной композиции театра доминирует цилиндрический объём театрального зала, окруженный с трех сторон балконами, фойе и проходами, увенчанный сферическим куполом. Главный фасад монументален, с центральным портиком, расположенным на оси симметрии, состоящим из четырёх коринфских колонн, фланкированных двумя квадратными в сечении колоннами в том же стилистическом ключе, на которых покоится треугольный фронтон. Резной рельеф тимпана, выполненный скульптором Л. Дубиновским, исчез во время последней реконструкции. Боковые фасады имеют симметричную композицию, с центральными портиками из шести колонн в середине фасадов, с выступами, увенчанными треугольными фронтонами, через которые проходят боковые входы в здание. Театральный зал, расположенный в середине здания, имеет круглую конфигурацию, покрыт куполом, поверхность которого расписана изображением танцовщиц хора, по эскизам художника Л. П. Григорашенко. Жилые помещения и балконы повторяют конфигурацию зала, располагаясь по периметру, к ним ведет монументальная лестница с тремя пролетами и лестницами по углам квадрата, опоясывающего зал из четырёх. Два второстепенных боковых входа, расположенных на юге и севере, ведут прямо с улицы и прилегающей площади в фойе театра. Два других входа, симметрично расположенных сверху, ведут в сценическую часть, административные и актёрские помещения, подсобные помещения и т. д.